# Ilona Jirotková
Ilona Jirotková (* 1950) ist eine ehemalige tschechische Schauspielerin.

## Leben
Jirotková debütierte im Jahr 1969 unter der Regie von Antonín Kachlík in dem Filmdrama Já, truchlivý bůh. Im Jahr 1973 erlangte sie international in dem Märchenfilm Drei Haselnüsse für Aschenbrödel (Tři oříšky pro Popelku) durch ihre Rolle der Magd Barborka große Bekanntheit.
Jirotková wirkte als Schauspielerin vor der Kamera von 1969 bis zum Jahr 2014 in über 40 Film-und-Fernsehproduktionen mit.

## Filmografie (Auswahl)
- 1969: Já, truchlivý bůh
- 1969: Ein Star
- 1971: Trügerische Liebesspiele
- 1971: Frauen im Abseits
- 1971: Prinz Bajaja
- 1972: Pan Tau (Fernsehserie, 1 Folge)
- 1972: Das Geheimnis des großen Erzählers
- 1973: Drei Haselnüsse für Aschenbrödel (Tři oříšky pro Popelku)
- 1975: Zwei Mann zur Stelle
- 1975: Der Tag, der die Welt veränderte (Atentat u Sarajevu)
- 1975: Wie soll man Dr. Mráček ertränken? oder Das Ende der Wassermänner in Böhmen
- 1976: Die Kriminalfälle des Majors Zeman (Fernsehserie, 1 Folge)
- 1976: Zeit der Liebe und der Hoffnung
- 1980: Liebe zwischen Regentropfen
- 1984: Samorost
- 1985: Training mit kleiner Nachtmusik
- 1986: Bin ich etwa Oskar ?
- 1989: Blauäugig